# Георги Чанджиев
Георги Илиев Чанджиев или Чинчиджиев е български революционер, деец на Вътрешната македоно-одринска революционна организация и на Българския земеделски народен съюз.

## Биография
Георги Чанджиев е роден на 16 юли 1884 година в Неврокоп. Завършна прогимназия. По професия е звънчар. Присъединява се към ВМОРО и подкрепя санданистите.
По времето на Балканската и Междусъюзническата война е доброволец в Македоно-одринското опълчение и служи във 2 рота на 14 воденска дружина.
След Първата световна война в 1919 година е сред основателите на земеделската дружба в Неврокоп и е избран за неин председател. Чанджиев е първият председател на окръжното ръководство на БЗНС. Противопоставя се на ВМРО. Бил е народен представител.
По време на Септемврийското въстание в 1923 година, макар и бивш санданист, е принуден да сътрудничи на ВМРО. В 1925 година е убит по време на така наречената Дъбнишка акция на ВМРО. През май 1925 е арестуван от полицията и предаден на ВМРО. Закаран е в Дъбница и след изтезания е обесен на брега на река Мътница на 15 юни.